# Ivo Antolič
Ivo Antolič, slovenski stomatolog, * 14. april 1919, Ljutomer, † 13. julij 2001, Ljubljana.

## Življenje in delo
Po diplomi 1955 na oddelku za stomatologijo ljubljanske Medicinske fakultete je prav tam 1968 tudi doktoriral. Leta 1974 je bil izvoljen za rednega profesorja za zobno in čeljustno kirurgijo na Medicinski fakulteti v Ljubljani. Na področju dentalne medicine je uvedel lastno metodo zdravljenja progenih križnih grizov v razvojni dobi otroka in pri odraslih ter kombinirano metodo zdravljenja z izdiranjem posameznih zob ob pomoči izpopolnjenih biomehaničnih aparatov. O svojih izsledkih je objavil več prispevkov v strokovnih revijah, ter sam ali v soavtorstvu napisal nekaj učbenikov. 